# Iran i olympiska sommarspelen 1992
Iran deltog i de olympiska sommarspelen 1992 med en trupp bestående av 40 deltagare, och totalt blev det tre medaljer.

## Bordtennis
Herrar
| Spelare          | Gren       | Gruppomgång                      | Gruppomgång | Åttondelsfinal   | Kvartsfinal      | Semifinal        | Final            | Rank |
| Spelare          | Gren       | Grupp                            | Placering   | Åttondelsfinal   | Kvartsfinal      | Semifinal        | Final            | Rank |
| ---------------- | ---------- | -------------------------------- | ----------- | ---------------- | ---------------- | ---------------- | ---------------- | ---- |
| Ebrahim Alidokht | Herrsingel | Saive (BEL) L 0–2 19–21, 9–21    | Group F 4   | Gick inte vidare | Gick inte vidare | Gick inte vidare | Gick inte vidare | 49   |
| Ebrahim Alidokht | Herrsingel | Hoyama (BRA) L 0–2 15–21, 16–21  | Group F 4   | Gick inte vidare | Gick inte vidare | Gick inte vidare | Gick inte vidare | 49   |
| Ebrahim Alidokht | Herrsingel | Mazunov (EUN) L 0–2 12–21, 10–21 | Group F 4   | Gick inte vidare | Gick inte vidare | Gick inte vidare | Gick inte vidare | 49   |

## Boxning
Herrar
| Idrottare            | Gren            | Sextondelsfinal           | Åttondelsfinal    | Kvartsfinal      | Semifinal        | Final            | Placering |
| -------------------- | --------------- | ------------------------- | ----------------- | ---------------- | ---------------- | ---------------- | --------- |
| Anoushiravan Nourian | Lätt weltervikt | Piccirillo (ITA) L 5–23   | Gick inte vidare  | Gick inte vidare | Gick inte vidare | Gick inte vidare | 17        |
| Yousef Khateri       | Weltervikt      | Chenglai (THA) L 7–13     | Gick inte vidare  | Gick inte vidare | Gick inte vidare | Gick inte vidare | 17        |
| Siamak Varzideh      | Mellanvikt      | Isangula (TAN) L          | Gick inte vidare  | Gick inte vidare | Gick inte vidare | Gick inte vidare | 17        |
| Ali Asghar Kazemi    | Lätt tungvikt   | Muhammad (PAK) L Walkover | Gick inte vidare  | Gick inte vidare | Gick inte vidare | Gick inte vidare | —         |
| Morteza Shiri        | Tungvikt        | Bye                       | Izonritei (NGR) L | Gick inte vidare | Gick inte vidare | Gick inte vidare | 9         |
| Iraj Kiarostami      | Supertungvikt   | Nijman (NED) L 5–9        | Gick inte vidare  | Gick inte vidare | Gick inte vidare | Gick inte vidare | 17        |

## Brottning
Herrar, fristil
| Brottare           | Gren                   | Inledande                | Inledande                | Inledande                | Inledande                       | Inledande           | Inledande              | Final                                          | Placering |
| Brottare           | Gren                   | Omgång 1                 | Omgång 2                 | Omgång 3                 | Omgång 4                        | Omgång 5            | Omgång 6               | Final                                          | Placering |
| ------------------ | ---------------------- | ------------------------ | ------------------------ | ------------------------ | ------------------------------- | ------------------- | ---------------------- | ---------------------------------------------- | --------- |
| Nader Rahmati      | Lätt flugvikt, fristil | Chen (CHN) L 3–6         | Pangelinan (GUM) W       | Vanni (USA) L 7–9        | Gick inte vidare                | Gick inte vidare    | Gick inte vidare       | Gick inte vidare                               | 11        |
| Majid Torkan       | Flugvikt, fristil      | Stannett (NZL) W         | Kumar (IND) W 16–1       | Yordanov (BUL) L 2–3     | Ri (PRK) L 0–4                  | Gick inte vidare    | Gick inte vidare       | Match om 7:e plats Woodcraft (CAN) W 2–1       | 7         |
| Oveis Mallah       | Bantamvikt, fristil    | Kumar (IND) W 6–2        | Dawson (CAN) L 1–5       | Cross (USA) L 3–5        | Gick inte vidare                | Gick inte vidare    | Gick inte vidare       | Match om 9:e plats Tsogtbayar (MGL) W Walkover | 9         |
| Askari Mohammadian | Fjädervikt, fristil    | Müller (SUI) W 5–1       | Moustopoulos (GRE) W 4–0 | Žukovs (LAT) W 11–0      | Vasilev (BUL) W 4–2             | Ilhan (AUS) W 6–0   | Bye                    | Smith (USA) L 0–6                              | 2         |
| Ali Akbarnejad     | Lättvikt, fristil      | Getzov (BUL) L 2–3       | Brown (AUS) W 4–0        | Athanasiadis (GRE) W 5–1 | Sartoro (FRA) W 3–0             | Wilson (CAN) W 1–0  |                        | Match om 3:e plats Akaishi (JPN) L 0–4         | 4         |
| Amir Reza Khadem   | Weltervikt, fristil    | Labuschagne (RSA) W 10–0 | Bye                      | Vassiliadis (GRE) W 4–2  | Holmes (CAN) W 3–0              | Park (KOR) L 1–2    |                        | Match om 3:e plats Gadzhiev (EUN) W 1–0        | 3         |
| Rasoul Khadem      | Mellanvikt, fristil    | Kostecki (POL) W 9–0     | Hohl (CAN) W 5–2         | Rauhala (FIN) W 8–0      | Öztürk (TUR) W 3–0              | Jackson (USA) L 1–3 |                        | Match om 3:e plats Gstöttner (GER) W 6–0       | 3         |
| Ayoub Baninosrat   | Lätt tungvikt, fristil | Sükhbat (MGL) L 0–1      | Deskoulidis (GRE) W 4–0  | Tóth (HUN) W 4–0         | Şimşek (TUR) L 0–4              | Gick inte vidare    |                        | Match om 5:e plats Limonta (CUB) W 3–1         | 5         |
| Kazem Gholami      | Tungvikt, fristil      | Balz (GER) L 0–1         | Carrow (CAN) W 2–0       | Verma (IND) L 2–3        | Play-off Aavik (EST) W Walkover | Gick inte vidare    |                        | Match om 9:e plats Makaveev (BUL) W            | 9         |
| Alireza Soleimani  | Supertungvikt, fristil | Honda (JPN) W Fall       | Park (KOR) W Fall        | Figueroa (PUR) W Fall    | Demir (TUR) L 1–2               | Bye                 | Thue (CAN) L 0–0, DSQ2 | Match om 5:e plats Schröder (GER) L Walkover   | 6         |

Herrar, grekisk-romersk stil
| Brottare            | Gren                                | Inledande             | Inledande            | Inledande           | Inledande              | Inledande             | Inledande              | Final                                          | Placering |
| Brottare            | Gren                                | Omgång 1              | Omgång 2             | Omgång 3            | Omgång 4               | Omgång 5              | Omgång 6               | Final                                          | Placering |
| ------------------- | ----------------------------------- | --------------------- | -------------------- | ------------------- | ---------------------- | --------------------- | ---------------------- | ---------------------------------------------- | --------- |
| Reza Simkhah        | Lätt flugvikt, grekisk-romersk stil | Pelikyan (BUL) W 7–5  | Faragó (HUN) W 12–1  | Yadav (IND) W 11–1  | Yıldız (GER) W 3–0     | Infann sig inte       |                        | Match om 5:e plats Dăscălescu (ROU) L Walkover | 6         |
| Majid Jahandideh    | Flugvikt, grekisk-romersk stil      | Min (KOR) L DNF       | Kamesaki (FIN) L 0–6 | Gick inte vidare    | Gick inte vidare       | Gick inte vidare      |                        | Gick inte vidare                               | 15        |
| Ahad Pazaj          | Fjädervikt, grekisk-romersk stil    | Patil (IND) W 14–3    | Infann sig inte      | Gick inte vidare    | Gick inte vidare       | Gick inte vidare      |                        | Gick inte vidare                               | 13        |
| Abdollah Chamangoli | Lättvikt, grekisk-romersk stil      | Bendjedaa (ALG) W 6–0 | Nikitin (EST) W 7–5  | Kim (KOR) L 1–5     | Passarelli (GER) W 1–0 | Dugushiev (EUN) L 0–8 | Rodríguez (CUB) L 2–10 | Match om 5:e plats Yalouz (FRA) L Walkover     | 6         |
| Ahad Javansaleh     | Weltervikt, grekisk-romersk stil    | Zeman (TCH) L 0–4     | Balcı (TUR) L 0–2    | Gick inte vidare    | Gick inte vidare       | Gick inte vidare      | Gick inte vidare       | Gick inte vidare                               | 18        |
| Hassan Babak        | Lätt tungvikt, grekisk-romersk stil | Bye                   | Ueon (KOR) W 2–0     | Ramadan (EGY) W 2–1 | Peña (CUB) W 2–0       | Bullmann (GER) L 1–3  | Ljungberg (SWE) L 0–2  | Match om 5:e plats Foy (USA) W 17–1            | 5         |

## Cykling
Landsväg
Herrar
| Idrottare                                                        | Gren                   | Tid             | Placering       |
| ---------------------------------------------------------------- | ---------------------- | --------------- | --------------- |
| Hossein Eslami                                                   | Herrarnas linjelopp    | Fullföljde inte | Fullföljde inte |
| Khosro Ghamari                                                   | Herrarnas linjelopp    | Fullföljde inte | Fullföljde inte |
| Hossein Mahmoudi                                                 | Herrarnas linjelopp    | Fullföljde inte | Fullföljde inte |
| Nima Ebrahimnejad Hossein Eslami Khosro Ghamari Hossein Mahmoudi | Herrarnas lagtempolopp | 2:24:44         | 21              |

Bana
Herrar
| Idrottare                                                             | Gren                     | Inledande omgång | Inledande omgång | Kvartsfinal      | Semifinal        | Final            | Placering |
| Idrottare                                                             | Gren                     | Tid              | Placering        | Kvartsfinal      | Semifinal        | Final            | Placering |
| --------------------------------------------------------------------- | ------------------------ | ---------------- | ---------------- | ---------------- | ---------------- | ---------------- | --------- |
| Mohammad Reza Banna                                                   | Herrarnas tempolopp      |                  |                  |                  |                  | 1:11,036         | 28        |
| Mehrdad Afsharian                                                     | Herrarnas förföljelse    | 5:08,184         | 25               | Gick inte vidare | Gick inte vidare | Gick inte vidare | 25        |
| Nima Ebrahimnejad Mehrdad Afsharian Mohammad Reza Banna Majid Nasseri | Herrarnas lagförföljelse | 4:45,745         | 19               | Gick inte vidare | Gick inte vidare | Gick inte vidare | 19        |

| Cyklist       | Gren                | Inledande omgång | Inledande omgång | Inledande omgång | Final            | Final            | Placering |
| Cyklist       | Gren                | Heat             | Poäng            | Placering        | Poäng            | Placering        | Placering |
| ------------- | ------------------- | ---------------- | ---------------- | ---------------- | ---------------- | ---------------- | --------- |
| Majid Nasseri | Herrarnas poänglopp | 2                | Fullföljde inte  | Fullföljde inte  | Gick inte vidare | Gick inte vidare | —         |

## Friidrott
Herrar
| Idrottare     | Gren                         | Omgång 1 | Omgång 1 | Omgång 1  | Semifinal        | Semifinal        | Semifinal        | Final            | Final            | Placering |
| Idrottare     | Gren                         | Heat     | Tid      | Placering | Heat             | Tid              | Placering        | Tid              | Placering        | Placering |
| ------------- | ---------------------------- | -------- | -------- | --------- | ---------------- | ---------------- | ---------------- | ---------------- | ---------------- | --------- |
| Hamid Sajjadi | Herrarnas 5 000 meter        |          |          |           | 2                | 14:04,54         | 8                | Gick inte vidare | Gick inte vidare | 38        |
| Hamid Sajjadi | Herrarnas 3 000 meter hinder | 3        | 8:36,87  | 9         | Gick inte vidare | Gick inte vidare | Gick inte vidare | Gick inte vidare | Gick inte vidare | 25        |

| Idrottare      | Gren               | Kval     | Kval      | Final            | Final            |
| Idrottare      | Gren               | Resultat | Placering | Resultat         | Placering        |
| -------------- | ------------------ | -------- | --------- | ---------------- | ---------------- |
| Hossein Shayan | Herrarnas höjdhopp | 2,10     | 33        | Gick inte vidare | Gick inte vidare |